# Fabryka Maszyn i Odlewów „Orthwein, Karasiński i S-ka“
Die Fabryka Maszyn i Odlewów „Orthwein, Karasiński i S-ka“ (später auch: Towarzystwo Akcyjne Fabryki Maszyn i Odlewni „Orthwein, Karasiński i S-ka“, französisch: S.A. de la Fabrique de Machines et Fonderies „Orthwein, Karasiński & Cie.“ genannt) war ein Maschinenbau- und Gießereiunternehmen in Warschau. Die Gesellschaft wurde 1877 gegründet, gehörte um die Jahrhundertwende und in der Zwischenkriegszeit zu den bedeutendsten Maschinenfabriken Warschaus und bestand bis zum Zweiten Weltkrieg.

## Geschichte
Im Jahr 1877 wurde die Dampfmaschinenfabrik „Orthwein-Markowski“ durch Edward Florentyn Orthwein (etwa 1848–1896) und Stefan Markowski (1849–1910) gegründet. Nach dem Tode von Edward Orthwein vertrat dessen Bruder Antoni (1861–1939) die Interessen der Familie. Als weiterer Gesellschafter wurde der Ingenieur Leon Karasiński (1851–1911) aufgenommen. Das Unternehmen firmierte nun als Fabryka Maszyn i Odlewni „Orthwein i Karasiński i S-ka“, wobei der Ausdruck S-ka (Kurzform für Spółka, deutsch: Compagnie) für einen oder mehrere weitere Mitgesellschafter stand. Die Unternehmensgründer stammten aus jüdischen Familien.
Der Firmensitz, ein Ziegelsteingebäude, wurde an der Ulica Złota 68 im heutigen Innenstadtdistrikt Warschaus errichtet. Zwei an der Straße liegende, miteinander verbundene Gebäude (zwei- und dreigeschossig) verfügten über eine gleichmäßig gegliederte, harmonische Fassade mit je zehn Fensterachsen. Die oben gerundeten Fenster verfügten über ebenfalls gerundete Bekrönungen. Gesimse und Lisenen gliederten die Fassade außerdem horizontal sowie vertikal.
Die Fabrik stellte am Anfang Dampfmaschinen für Sägewerke und Getreidemühlen her. Später entstanden vorwiegend technische Ausrüstungen für Zuckerfabriken und Ölmühlen. Nach damaligen Firmenangaben wurden 155 Zuckerfabriken ausgerüstet (63 im Königreich Polen, 91 in Russland und eine in Österreich-Ungarn). Daneben wurden auch Lokomobile, Gasmotoren oder Benzin-Spiritus-Motoren für andere Zwecke gebaut. Zur Jahrhundertwende wurden bereits rund 500 Arbeiter in der Fabrik beschäftigt; dazu kamen noch Ingenieure, Büroangestellte und Vertreter. 1906 wurden drei Pumpanlagen der Firma in das Lindley-Wasserleitungssystem der Stadt Warschau eingebaut. 1909 erfolgte die Umwandlung in eine Aktiengesellschaft (Towarzystwo Akcyjne Fabryki Maszyn i Odlewni „Orthwein, Karasiński i S-ka“). Das Stammkapital betrug 1,4 Millionen Złoty. In Kiew wurde eine Vertretung unterhalten.

### Weltkriege
Beim Abzug der russischen Truppen aus Warschau im Ersten Weltkrieg, demontierten diese 1915 das Werk und steckten es in Brand – wie auch viele andere Fabriken der Gegend (z. B. der Stara Papiernia im heutigen Konstancin-Jeziorna).
Nach dem Krieg wurden die weitgehend zerstörten Fabrikgebäude in der Złota nicht mehr bezogen. Stattdessen wurde eine bereits vorhandene Anlage im damaligen Warschauer Vorort Włochy ausgebaut. Dort befand sich das ebenfalls im Krieg teilweise zerstörte Walzwerk Towarzystwo Akcyjne Walcowni „Włochy“ (vormals Towarzystwo Akcyjne Fabryki Łopat Żelaznych) des Unternehmers Stanisław Lubomirski, der dieses Unternehmen 1921 mit „Orthwein i Karasiński“ sowie einer Maschinenfabrik im Krakauer Vorort Borek Fałęcki (deren vormaliger Eigentümer die Warschauer „Tehate“ Towarzystwo dla Handlu, Przemysłu i Rolnictwa Spółka Akcyjna war) fusionierte. Die Verhandlungen zur Verschmelzung der beiden Unternehmen waren nach dem Kriege unter der Leitung von Edward Orthwein geführt worden. In Włochy wurde auf rund 20 Hektar Grundfläche eine moderne Produktionsstätte mit eigenem Elektrizitätswerk, Fernheizungssystem sowie Eisenbahnanschluss errichtet.
Die übergeordnete Geschäftsleitung (Konsorcjum zarządzające) des Unternehmens war dem Aufsichtsrat (Rada Towarzystwa) gegenüber verantwortlich. Der Präsident dieses Gremiums war Lubomirski, weitere Mitglieder Franciszek Brugger und Ludwik Rossmann. Die operative Geschäftsführung (Zarząd) wurde von Edward Orthwein geleitet.
Bis zum Ausbruch des Zweiten Weltkriegs gehörte die Fabrik zu den modernsten Unternehmen Polens. 
Das Gelände des ursprünglichen Werkes in der Innenstadt wurde nach dem Umzug des Unternehmens nach Włochy verkauft und in der Nachkriegszeit parzelliert. Hier entstanden kleinere Produktionsstätten der polnischen Škoda-Werke (Polskie Zakłady Škoda S.A.) und Lager. Auch ein Kino wurde errichtet („Uciecha“).
Nach den Zerstörungen im Krieg und der Enteignung der Besitzer durch die Bierut-Dekrete erlosch die Firma.
Die Ruinen der beiden Ziegelsteinbauten in der Złota-Straße standen bis in die 1960er Jahre. Dann wurden sie abgerissen und an ihrer Stelle eine dreigeschossige Schule im damaligen sozialistisch-funktionalen Stile errichtet.